# Odvar Nordli

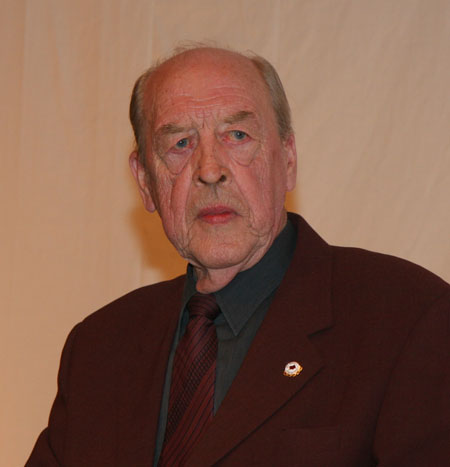
Odvar Nordli (2007)

Odvar Nordli (* 3. November 1927 in Stange; † 9. Januar 2018) war ein norwegischer sozialdemokratischer Politiker und von 1976 bis 1981 Ministerpräsident seines Landes.

## Leben
Nordli, ein ausgebildeter Wirtschaftsprüfer, war von 1951 bis 1963 stellvertretender Bürgermeister seines Heimatorts. Von 1951 bis 1961 war er Vorsitzender der Arbeidernes Ungdomsfylking (AUF) in der Provinz Hedmark. Ab 1961 gehörte Nordli dem norwegischen Parlament Storting an. Dort war er von 1973 bis 1976 Fraktionsvorsitzender der Arbeiderpartiet. In der Zeit von 1968 bis 1971 war er Vorsitzender der Arbeiderpartiet in Hedmark.
Zwischen März 1971 und Oktober 1972 war er Minister für Kommunen und Arbeit. Von 1976 bis 1981 war er Ministerpräsident von Norwegen. Nach seinem Rücktritt amtierte er noch bis 1985 als Vizepräsident des Stortings und bis 1993 als Fylkesmann (Gouverneur) der Provinz Hedmark. Von 1985 bis 1993 gehörte er dem norwegischen Nobelkomitee an.
Nordli wurde 1994 mit dem Sankt-Olav-Orden (Komtur) ausgezeichnet.